# ريكاردو بيتريلا
ريكاردو بيتريلا (بالإيطالية: Riccardo Petrella)‏ (و. 1941  م) هو اقتصادي، وعالم سياسة، وأستاذ جامعي إيطالي، ولد في لا سبيتسيا، هو عضوٌ في الأكاديمية الأوروبية للعلوم والآداب.

## التعليم
تعلم في جامعة فلورنسا
.

## جوائز
حصل على جوائز منها:
- Honorary doctorate of Umeå University  [لغات أخرى]‏
- دكتوراه فخرية من جامعة مونس ‏